# Sport 1 Open 2014
Lo Sport 1 Open 2014 è stato un torneo di tennis facente parte della categoria ATP Challenger Tour nell'ambito dell'ATP Challenger Tour 2014. È stata la 22ª edizione del torneo che si è giocato a Scheveningen nei Paesi Bassi dal 7 al 13 luglio 2014 su campi in terra rossa e aveva un montepremi di 42 500 €+H.

## Partecipanti singolare

### Teste di serie
| Nazionalità | Giocatore             | Ranking* | Testa di serie |
| ----------- | --------------------- | -------- | -------------- |
| Paesi Bassi | Robin Haase           | 53       | 1              |
| Argentina   | Diego Schwartzman     | 93       | 2              |
| Brasile     | Thomaz Bellucci       | 97       | 3              |
| Ucraina     | Oleksandr Nedovjesov  | 102      | 4              |
| Belgio      | David Goffin          | 105      | 5              |
| Francia     | Pierre-Hugues Herbert | 130      | 6              |
| Germania    | Andreas Beck          | 131      | 7              |
| Brasile     | João Souza            | 133      | 8              |

- Ranking al 24 giugno 2014.

### Altri partecipanti
Giocatori che hanno ricevuto una wild card:
- Steve Darcis
- Matwé Middelkoop
- Tim van Rijthoven
- Boy Westerhof

Giocatori che sono passati dalle qualificazioni:
- Wesley Koolhof
- Dino Marcan
- Alexander Rumyantsev
- Marko Tepavac

Giocatori che hanno ricevuto un entry come special exempt:
- Enrique Lopez-Perez

## Partecipanti doppio

### Teste di serie
| Nazionalità | Giocatore         | Nazionalità | Giocatore         | Ranking* | Testa di serie |
| ----------- | ----------------- | ----------- | ----------------- | -------- | -------------- |
| Argentina   | Diego Schwartzman | Argentina   | Horacio Zeballos  | 227      | 1              |
| Stati Uniti | James Cerretani   | Germania    | Frank Moser       | 259      | 2              |
| Paesi Bassi | Stephan Fransen   | Paesi Bassi | Wesley Koolhof    | 334      | 3              |
| Austria     | Martin Fischer    | Paesi Bassi | Jesse Huta Galung | 521      | 4              |

- Ranking al 24 giugno 2014.

### Altri partecipanti
Coppie che hanno ricevuto una wild card:
- Roy de Valk /  Tim van Rijthoven
- Eric Haase /  Robin Haase
- Sander Arends /  Niels Loostma

## Vincitori

### Singolare
David Goffin ha battuto in finale  Andreas Beck con il punteggio di 6–3, 6–2

### Doppio
Matwé Middelkoop /  Boy Westerhof hanno battuto in finale  Martin Fischer /  Jesse Huta Galung con il punteggio di 6–4, 3–6, [10–6]